# Апатиты
Апати́ты — город в Мурманской области России. Центр городского округа город Апатиты с подведомственной территорией, в который помимо него входят посёлок Тик-Губа и станция Хибины.
Расположен на Кольском полуострове, между озером Имандра и горным массивом Хибины на левом берегу реки Белая.
Железнодорожная станция (Апатиты-1) на линии Мурманск — Беломорск (Октябрьская железная дорога). Население — 48 410 чел. (2025). Пятый по величине город в мире за Северным полярным кругом.

## Этимология
Возник как посёлок при станции Апатиты (открыта в 1929 году) и получил развитие в связи с разработкой Хибинских месторождений апатито-нефелиновых руд. В 1966 году рабочие посёлки Апатиты и Молодежный объединены в город Апатиты.

## История города

### Основание
В 1916 году был основан как разъезд Белый (ныне железнодорожная станция Апатиты-1) в связи с началом строительства Мурманской железной дороги. В ходе Гражданской войны в России с августа 1918 года по февраль 1920 года находился под управлением Северной области. Посёлок Апатиты был образован в 1926 году и насчитывал всего 7 жителей. В 1930 году основан совхоз «Индустрия». В связи с открытием и разработкой Хибинских месторождений апатито-нефелиновых руд в 1935 году становится рабочим посёлком городского типа с включением в него посёлка совхоза «Индустрия».

### Апатиты во время Великой Отечественной войны
Во время Великой Отечественной войны Кольский полуостров был отрезан от основной части страны, и посёлок Апатиты был ответственен за производство продуктов питания для не эвакуированных жителей Заполярья. На проведение сельскохозяйственных работ привлекалось всё трудоспособное население. Несмотря на трудности, вызванные условиями войны, большой недостаток механической силы, рабочих рук, горючего, неблагоприятные климатические условия, план посевных площадей за 1942 год выполнен на 103,3 %, а по коллективным и индивидуальным огородам в 1941 году площадь увеличилась с 28 га до 71,2 га.

### Постройка города
Закладка города началась в 1951 году, намечен план первых одиннадцати зданий. В 1954 году начато строительство академгородка. Смерть Сталина приостановила работы по строительству города. Всё замерло вплоть до 1956 года. Только когда начались работы по строительству Кировской ГРЭС, а также проектирование АНОФ-2, строительные работы возобновились. В 1956 году был сдан первый дом. Равнинный рельеф местности позволял строить широкие, ровные и длинные улицы. Был основан строительный трест «Апатитстрой», начато строительство не только жилых домов, но и школ, учреждений культуры, детских садов. В 1961 году в Апатиты перебазирован Кольский филиал Академии наук СССР.
Преобразован в город 7 июля 1966 года. Тогда же в его состав включён посёлок городского типа Молодёжный (население в 1959 году — 5980 человек). Начался город с улицы Социалистической, которая застраивались уже пятиэтажными шлакоблочными домами. Город начал расти настолько большими темпами, что пришлось менять план застройки города три раза. Изначально план рассчитывал на строительство города малоэтажной застройки населением в 30 тысяч человек. В 1976 был утверждён новый генеральный план застройки с застройкой девятиэтажными, семиэтажными, пятиэтажными домами с населением города в 100000 человек. Генплан также предусматривал дальнейшее развитие города.
В начале 90-х годов из-за падения экономики СССР генплан завершить стало невозможно. Институтом ЛЕННИИП был разработан новый, который существенно расширил границы города. Этим планом были предусмотрены новые социально-культурные учреждения. Как пример, можно привести проекты спортивно-оздоровительного и культурно-торгового комплексов. Но из-за распада СССР и последовавшего за ним кризиса выполнение плана было заброшено.

### Современность
Дальнейшая активная застройка города не восстановилась, ход застройки города очень мал по сравнению с советским периодом. Осталось много «недостроев». Некоторые недостроенные и заброшенные здания в дальнейшем достраиваются и вводятся в эксплуатацию, как торгово-развлекательные центры, магазины, офисы, а другие сносятся. С 2012 года началось строительство новых зданий: магазинов, торговых центров, гипермаркета, ледового дворца.
На площади Ленина построен новый монумент «Землякам, погибшим в годы Великой Отечественной войны». Начали появляться новые уличные достопримечательности.
Началось улучшение благоустройства улиц, парков и скверов.

## Физико-географическая характеристика

### Географическое положение
Город расположен за Северным полярным кругом, в центре Кольского полуострова, на восточном берегу озера Имандра и южнее Хибинских гор. Окружающий рельеф местности — холмистый. Окружён территорией Зашейковского и Кировского лесничеств. Самая высокая точка Апатитов — гора Воробьиная, перепад высот 80 метров.
Апатиты находятся в 12 км к юго-западу от Кировска и в 157 км к югу от Мурманска. В километре к югу от города расположен посёлок Тик-Губа.
| С-З |                     | Мурманск ~ 200 км                                                |                       | С-В |
| З   | Осло ~ 2016 км      | Роза ветров                                                      |                       | В   |
| Ю-З | Хельсинки ~ 1319 км | Петрозаводск ~ 794 км Санкт-Петербург ~ 1239 км Москва ~ 1765 км | Архангельск ~ 1512 км | Ю-В |

### Часовой пояс
Город Апатиты, как и вся Мурманская область, находится в часовой зоне, обозначаемой по международному стандарту как Moscow Time Zone (MSK). Смещение относительно UTC составляет +3:00. Время в Апатитах опережает географическое поясное время на один час.

### Климат
Город расположен в северной атлантико-арктической климатической области умеренного климата. Климат Апатитов формируется влиянием Хибинских гор, находящихся чуть севернее города, и озером Имандра, расположенным южнее. Характерными чертами климата города являются длительная (ноябрь — март), но не суровая зима; прохладное лето. Средняя температура января — февраля в Апатитах примерно от −13 до −15 °C. Сильные морозы бывают редко, и эпизодически бывают оттепели. Ветер в Апатитах имеет сезонный характер — зимой преобладают ветра с гор, а летом — ветра с Имандры. Смена ветров происходит примерно в мае и сентябре. Средняя температура июля примерно от +13 до +14 °C. Снег в Апатитах лежит в среднем 250 дней и полностью сходит к концу мая (в окрестностях города снег может лежать до начала июня). Полярная ночь на широте Апатитов длится с 15 декабря по 28 декабря, полярный день — с 29 мая по 14 июля.
| Показатель                                                             | Янв.  | Фев.  | Март  | Апр.  | Май  | Июнь | Июль | Авг. | Сен. | Окт.  | Нояб. | Дек.  | Год   |
| ---------------------------------------------------------------------- | ----- | ----- | ----- | ----- | ---- | ---- | ---- | ---- | ---- | ----- | ----- | ----- | ----- |
| Абсолютный максимум, °C                                                | 5,5   | 6,6   | 4,2   | 7,2   | 25,7 | 27,0 | 25,2 | 26,1 | 17,8 | 15,0  | 10,2  | 2,2   | 27,0  |
| Средний суточный максимум, °C                                          | −11   | −5,4  | −3,9  | 2,2   | 11,7 | 18,7 | 19,6 | 17,4 | 11,5 | 2,9   | −2,1  | −9,6  | 4,3   |
| Средняя температура, °C                                                | −14   | −8    | −9,5  | −2,7  | 6,6  | 13,7 | 14,6 | 12,4 | 7,9  | 0,8   | −4    | −12,2 | 0,5   |
| Средний суточный минимум, °C                                           | −17   | −10,6 | −15,3 | −7,6  | 1,6  | 9,0  | 9,7  | 7,5  | 4,3  | −1,2  | −6    | −14,7 | −3,4  |
| Абсолютный минимум, °C                                                 | −33,3 | −21,4 | −30   | −24,2 | −7,4 | 1,1  | 4,8  | 0,3  | −2,5 | −14,3 | −26,1 | −30,7 | −33,3 |
| Норма осадков, мм                                                      | 64    | 65    | 65    | 56    | 50   | 48   | 50   | 62   | 98   | 98    | 100   | 96    | 853   |
| Источник: www.weatheronline.co.uk экстремумы с Климатического монитора |       |       |       |       |      |      |      |      |      |       |       |       |       |

- Среднегодовая температура воздуха — +0,5 °C
- Относительная влажность воздуха — 80,5 %
- Средняя скорость ветра — 3,6 м/с

| Среднесуточная температура воздуха в Апатитах по данным NASA | Среднесуточная температура воздуха в Апатитах по данным NASA | Среднесуточная температура воздуха в Апатитах по данным NASA | Среднесуточная температура воздуха в Апатитах по данным NASA | Среднесуточная температура воздуха в Апатитах по данным NASA | Среднесуточная температура воздуха в Апатитах по данным NASA | Среднесуточная температура воздуха в Апатитах по данным NASA | Среднесуточная температура воздуха в Апатитах по данным NASA | Среднесуточная температура воздуха в Апатитах по данным NASA | Среднесуточная температура воздуха в Апатитах по данным NASA | Среднесуточная температура воздуха в Апатитах по данным NASA | Среднесуточная температура воздуха в Апатитах по данным NASA | Среднесуточная температура воздуха в Апатитах по данным NASA |
| Янв                                                          | Фев                                                          | Мар                                                          | Апр                                                          | Май                                                          | Июн                                                          | Июл                                                          | Авг                                                          | Сен                                                          | Окт                                                          | Ноя                                                          | Дек                                                          | Год                                                          |
| −13,6 °C                                                     | −12,6 °C                                                     | −8,3 °C                                                      | −3,8 °C                                                      | 3,2 °C                                                       | 10,4 °C                                                      | 13,5 °C                                                      | 10,6 °C                                                      | 5,7 °C                                                       | −0,6 °C                                                      | −8 °C                                                        | −11,9 °C                                                     | −1,2 °C                                                      |
| ------------------------------------------------------------ | ------------------------------------------------------------ | ------------------------------------------------------------ | ------------------------------------------------------------ | ------------------------------------------------------------ | ------------------------------------------------------------ | ------------------------------------------------------------ | ------------------------------------------------------------ | ------------------------------------------------------------ | ------------------------------------------------------------ | ------------------------------------------------------------ | ------------------------------------------------------------ | ------------------------------------------------------------ |

### Рельеф
Город расположен на восточном берегу озера Имандра, на холмах, увеличивающихся по ходу приближения к горам Хибинам. Местами преобладает равнинный тип местности. Самая высокая точка города — гора Воробьиная 278,3 метров. Самая низкая точка в городе — правый берег реки Жемчужная, 129 метров над уровнем моря.

### Гидрография
На территории Апатитов протекает две реки: река Жемчужная, делящая Новый город и Молодёжный районы, далее идущая до Старых Апатитов, и река Белая, в северной части города.
В бассейне реки Жемчужная расположены обширные болота.

### Экологическое состояние
Средняя радиация в городе 9—13 мкР/час, что соответствует норме.
Основные предприятия расположены в Молодёжном районе и районе Старые Апатиты.
Уровень загрязнения атмосферы: низкий. Комплексный индекс загрязнения атмосферы города — 1,25, что ниже среднего по стране.
По официальным данным содержание пыли в атмосфере города ниже уровня санитарной нормы. Однако в сухую и жаркую погоду летом наблюдается запыленность от нефелиновых хвостов АНОФ-2 и АНОФ-3.

## Население
| 1926    | 1939    | 1959    | 1967    | 1970    | 1973    | 1976    | 1979    | 1982    | 1986    | 1987    | 1989    |
| ------- | ------- | ------- | ------- | ------- | ------- | ------- | ------- | ------- | ------- | ------- | ------- |
| 7       | ↗4409   | ↗13 958 | ↗38 000 | ↗45 627 | ↗51 000 | ↗56 000 | ↗62 010 | ↗69 000 | ↗78 000 | ↗80 000 | ↗88 026 |
| 1992    | 1996    | 1998    | 2000    | 2001    | 2002    | 2003    | 2005    | 2006    | 2007    | 2008    | 2009    |
| ↘87 500 | ↘73 000 | ↘70 800 | ↘69 500 | ↘69 000 | ↘64 405 | ↘64 400 | ↘63 300 | ↘62 900 | ↘62 600 | ↘62 200 | ↘61 591 |
| 2010    | 2011    | 2012    | 2013    | 2014    | 2015    | 2016    | 2017    | 2018    | 2019    | 2020    | 2021    |
| ↘59 672 | ↘59 664 | ↘59 237 | ↘58 681 | ↘57 905 | ↘57 398 | ↘56 730 | ↘56 356 | ↘55 713 | ↘55 201 | ↘54 667 | ↘49 647 |
| 2023    | 2025    |         |         |         |         |         |         |         |         |         |         |
| ↘48 748 | ↘48 410 |         |         |         |         |         |         |         |         |         |         |

На 1 января 2025 года по численности населения город находился на 323-м месте из 1124 городов Российской Федерации.
Гендерный состав
По данным Всероссийской переписи населения 2010 года на территории города проживают 27 080 мужчин (45,4 %) и 32 592 женщины (54,6 %).
Национальный состав
По переписи населения 2010 года, из числа указавших свою национальность (54368 из 59674), население городского округа составляют: 92,2 % — русские, 2,7 % — украинцы, 1,8 % — белорусы, 0,5 % — татары, 0,4 % — азербайджанцы и 2,3 % других национальностей.
По итогам переписи населения 2020 года проживали следующие национальности (национальности менее 0,1 % и другое, см. в сноске к строке «Другие»):
| Национальность | Численность, чел. | Доля     |
| -------------- | ----------------- | -------- |
| Русские        | 37 938            | 76,42 %  |
| Украинцы       | 724               | 1,46 %   |
| Белорусы       | 435               | 0,88 %   |
| Азербайджанцы  | 165               | 0,33 %   |
| Татары         | 162               | 0,33 %   |
| Карелы         | 119               | 0,24 %   |
| Узбеки         | 83                | 0,17 %   |
| Армяне         | 80                | 0,16 %   |
| Чуваши         | 59                | 0,12 %   |
| Другие         | 9 882             | 19,89 %  |
| Итого          | 49 647            | 100,00 % |

## Религия
Самым крупным религиозным объединением города является Русская Православная церковь. Город относится к Хибиногорскому благочинию Мурманской и Мончегорской епархии Мурманской митрополии. В городе располагается три храма: Храм Новомучеников и Исповедников Российских (ул. Ленина, 40), Свято-Успенская церковь (Лесная ул., 38), а весной 2013 года началось строительство храма Иверской иконы Божией Матери, в районе Старые Апатиты (улица Кирова, 14а). 29 мая 2017 года был освящён и торжественно открыт.
В Апатитах действует также Церковь евангельских христиан-баптистов, имеющая два храма: Апатитская церковь евангельских христиан-баптистов (РС ЕХБ) (ул. Кирова, 3), Церковь евангельских христиан-баптистов (МСЦ) (Пригородная ул., 14) и Апатитский христианский центр (Фестивальная 16а). 
Также в городе действует Церковь христиан Веры Евангельской «Дом Горшечника» (Улица Дзержинского 12).
На въезде в Апатиты в 2014 году начали строить одну из самых северных буддийских ступ, а в августе 2016 года её освятил лама дзогчен Тангранг Ринпоче.

## Экономика
Ведущие отрасли экономики — промышленное производство, сельское хозяйство, строительство, торговля, транспорт, геология, наука и научное обслуживание.

### Предприятия
- Апатито-нефелиновая обогатительная фабрика (АНОФ-2) КФ АО «Апатит»
- ПАО «Автоколонна 1378»
- ОА «Северо-Западная Фосфорная компания» (СЗФК)
- ОАО «Кольский геологический информационно-лабораторный центр»
- Апатитская ТЭЦ
- ПО «ЦЭС» филиала «Колэнерго»
- ООО «Апатитстрой»
- Агрофирма «Индустрия»
- ПАО «Апатитыхлеб»
- ОАО «Апатитский молочный комбинат»
- ОАО «Апатит-Электромашсервис»
- Кольский научный центр РАН
- Аэропорт «Хибины»
- Завод ЖБИ
- Ж/Д станция Апатиты

### Туризм
Апатиты — одно из самых живописных мест Кольского полуострова, окружённое с севера Хибинскими горами, а с юга — озером Имандра. Город расположен на западе Кольского полуострова, на пересечении основных транспортных потоков.
Главным природным объектом туристского досуга является Хибинский горный массив. Круглый год Хибины — находка для любителей пешеходного и лыжного горного туризма, а также горнолыжного и лыжного спорта. Проектируется национальный природный парк Хибины.
Второй уникальный природный объект — озеро Имандра, самое большое озеро на Кольском полуострове. В озере водится 14 промысловых видов рыб. С севера и запада озеро Имандра в своём бассейне имеет большое количество мелких озёр, по которым возможен сплав на байдарках и резиновых лодках. В зимнее время популярен ветровой вид спорта — гонки под кайтами. Эффектным элементом зимнего пейзажа на Имандре являются полярные сияния. На берегах озера расположена сеть баз отдыха различных предприятий.
Между Хибинскими горами и озером Имандра располагается Ботанический (лесной) памятник «Кедры и лиственницы Хибин». Между губой Железная и Вочеламбиной озера Имандра располагается природно-исторический памятник «Йокостровское кинтище». На основании исторических материалов был восстановлен экспедиционный маршрут к месту старого Йокостровского погоста, который фигурирует в саамских легендах и преданиях.
Имеются гостиницы: «Аметист», «Изовела», «Уют», «Гостиница Кольского Научного Центра», «На Белоречке», хостел «Шери».

### Торговля
В городе развита торговля, имеются множество продовольственных и строительных магазинов, магазины компьютерной и бытовой техники. Также в городе имеются федеральные торговые сети «Перекрёсток», «М.Видео», «Улыбка радуги», «Спортмастер», «Пятёрочка», «Fix Price», «Магнит» «Светофор», «DNS», и т. д.

## Транспорт

### Железная дорога
Большую роль в экономике города играет Октябрьская железная дорога. Несмотря на развитие автомобильного сообщения, большая часть грузов перевозится именно железнодорожным транспортом. Железная дорога в Апатитах электрифицирована с 1935 года. Пассажиропоток направлен на север (к Мурманску) и на юг (До основной части России). Товарное сообщение: северное с северной частью Кольского полуострова, южное с основной частью России и восточное с Кировским районом. Пассажирское сообщение на север до Мурманска и на юг в различные города России.

### Автомобильное сообщение
Город Апатиты находится в 28 км от федеральной автомагистрали «Кола» (М18, Санкт-Петербург — Норвегия) на 1235 км. Из Апатитов начинается трасса Апатиты-Кировск, ведущая в Кировский район.

### Воздушное сообщение
Аэропорт Хибины находится в 12 км к югу от Апатитов. Из него осуществляются рейсы по понедельникам и пятницам в Москву и Череповец, во вторник, четверг и субботу в Санкт-Петербург. Аэропортом пользуются жители Апатитов, Кировска, Полярных Зорь, Кандалакши, Умбы и жители посёлков юга и центра Кольского полуострова. Иногда аэропортом пользуются жители Ковдора и Мончегорска.

### Городской транспорт
Городской транспорт города представлен автобусами и маршрутным такси. Автобусное сообщение в городе осуществляют предприятия: «Автоколонна 1378», ООО «ТАКСИ», а также частные компании. 14 автобусных маршрутов, которые связывают между собой все районы города, а также связывают Апатиты с Кировском и близлежащими посёлками.

## Наука
Город Апатиты является научной столицей мирового Заполярья. Город Апатиты так же является геологическим и научным центром Кольского полуострова. В Апатитах расположены Кольский филиал Геофизической службы РАН и Кольский научный центр им. С. М. Кирова Российской академии наук. Кольский научный центр РАН включает 9 институтов, 8 из которых находятся в Апатитах, и 2 центра:
- Геологический институт
- Горный институт
- Институт химии и технологии редких элементов и минерального сырья им. И. В. Тананаева
- Институт экономических проблем
- Институт информатики и математического моделирования технологических процессов
- Институт проблем промышленной экологии Севера
- Полярно-альпийский ботанический сад-институт
- Полярный геофизический институт
- Центр физико-технических проблем энергетики Севера
- Центр гуманитарных проблем Баренц-региона[60].

## Образование
На территории города по состоянию на 2010 год действовали: 28 детских садов (в том числе 4 центра развития ребёнка и детский сад присмотра и оздоровления), 10 средних школ, гимназия, школа для детей-сирот и детей, оставшихся без попечения родителей, при детском доме для детей школьного возраста № 9, дом детского и юношеского творчества, станция юных техников, детско-юношеский клуб физической подготовки, детско-юношеская спортивная школа, музыкальная школа и детская школа искусств.
По состоянию на 2016 год действуют: 18 детских садов (в том числе детский сад присмотра и оздоровления), 9 общеобразовательных учреждений (в том числе гимназия), две детско-юношеские спортивные школы, дом детского и юношеского творчества, музыкальная школа и детская школа искусств.
Из заведений среднего специального образования:
- Кольский Медицинский Колледж;
- Апатитский Политехнический Колледж.

В Апатитах расположено два ВУЗа:
- Филиал Мурманского Арктического Государственного университета в городе Апатиты;
- Апатитский филиал Мурманского государственного технического университета (АФ МГТУ)[64].

## Здравоохранение
Система здравоохранения города Апатиты представлена отделением Апатитско-Кировской центральной городской больницы, стоматологической поликлиникой.
Также на территории Кольского научного центра РАН находится поликлиника КНЦ РАН.
В 2010-х годах в Апатитах серьёзные проблемы со здравоохранением.

## Культура
Апатиты — один из самых значительных (после Мурманска) центров культурной жизни на Кольской земле. Город славится своими культурными мероприятиями.
Своеобразной визитной карточкой города является ежегодно проводимая выставка-ярмарка «Каменный цветок», на которую приезжают мастера со всей России. В рамках выставки проходят знаменитые Рубцовские чтения, собирающие на литературных вечерах подлинных любителей поэзии.
Помимо этого в городе ежегодно проводится конкурс «Бешеная пила», на которую приезжают мастера со всей России и стран СНГ. Суть шоу-конкурса состоит в том, чтобы за ограниченное время создать ледяную скульптуру.
Много лет Апатиты являются центром проведения ещё одного традиционного мероприятия — конкурса спортивных бальных танцев «Заполярный бал».
В 2005 году в культурной жизни города определилось новое направление — на базе Дворца культуры был проведён первый театральный фестиваль «Театр — любовь моя».
В январе 2018 года в Апатитах впервые открылась галерея ледовых скульптур, организованная экскурсионно-туристическим центром «Снежная Деревня». В феврале этого же года новый арт-объект официально был включён в Книгу рекордов России как первая снежная галерея ледяных скульптур. В 2019 году проект получил своё продолжение новой галереей скульптур — героев мультфильмов, и галерея, таким образом, может стать таким же туристическим брендом для Апатитов, как «Снежная деревня» для Кировска.

### Дворец Культуры имени Егорова
Апатитский Дворец культуры был открыт в октябре 1965 года.
В ДК работают 14 творческих коллективов, которые за высокий исполнительский уровень и многолетнюю концертную деятельность удостоены звания «народный».
В ДК проводятся разнообразные выставки, спектакли, ставятся постановки. Здесь выступают приезжие певцы и артисты.
Около ДК проводится основная часть праздников города, от Первомая до Масленицы. Ежегодно в ДК проходит общероссийская выставка «Каменный цветок» на которой мастера приехавшие из различных уголков страны представляют свои работы.
В 2005 году, согласно решению Апатитского городского Совета от 21 апреля, Дворцу было присвоено имя В. К. Егорова, бывшего управляющего трестом «Апатитстрой», но надпись «ДК Строителей» на надпись «ДК им. Егорова» так и не сменили.
В 2018 году был произведён капитальный ремонт здания Дворца культуры.

### Галереи
Более 15 лет в Апатитах существует выставочно-торговый центр «Салма-Арт», созданный В. Баржицким. С самого начала фирма выполняла и продолжает выполнять свою главную задачу — пропаганда и развитие творческих возможностей апатитчан, в первую очередь в области изобразительного и декоративно-прикладного искусства.
Более 10 лет в городе существует картинная Галерея «М», содружество художников И. Чайковского, А. Терещука, В.Тимофеева, А. Зайцева и других.
В 2005 году в Апатитах начала работу первая в городе детская картинная галерея «Ковчег».

### Музеи
- История Кольского Севера представлена в музее-архиве истории изучения и освоения Европейского Севера России. В экспозициях этого музея — подлинные документы, раритетные издания, картины известных художников и фотографии, запечатлевшие Заполярье.
- Музей геологии и минералогии имени И. В. Белькова Геологического института КНЦ РАН. В музее и его фондовых хранилищах собрано более 9000 образцов минералов, руд и горных пород Кольского полуострова. Экспозиция музея представлена:
  - Систематической коллекцией минералов;
  - Коллекцией руд и других полезных ископаемых;
  - Коллекцией горных пород;
  - Коллекцией новых минералов, впервые открытых на Кольском полуострове[72].
- В 1996 году открыт единственный в России Геологический парк под открытым небом. Представляет собой выложенные в ряды минералы из Хибинских гор.
- Городская историко-краеведческая экспозиция на освещение истории города Апатиты и жизни его населения во взаимосвязи с историей освоения и развития Мурманской области.
- Музей-квартира академика А. В. Сидоренко. В музее представлена воссозданная квартира Сидоренко с интерьером 50-х — начала 60-х годов, когда он жил в Апатитах[73].

### Кинотеатр
Ещё со времён СССР в Апатитах работает кинотеатр «Полярный».
В середине 1990-х показ фильмов был прекращён, в зале кинотеатра работал ночной клуб.
Показ фильмов был восстановлен в начале 2000-х.
Была проведена полная реконструкция — уменьшено количество мест в зрительном зале с 660 до 300 с заменой кресел.
Реконструирован холл. Киноустановка заменена на цифровую, заменена акустика в зале.
В 2009 году стал первым в Мурманской области кинотеатром, показывающим фильмы в Dolby 3D.
На показы «Аватар-3D» в декабре 2009, январе 2010 приезжали зрители из многих городов Мурманской области.

### Библиотеки
В городе расположено 5 библиотек:
- Центральная городская библиотека (ул. Пушкина, д. 4)
- Городская детско-юношеская библиотека (ул. Дзержинского, д. 53)
- Городская библиотека № 2 (ул. Зиновьева, д. 8)
- Городская библиотека-музей имени Л. А. Гладиной (ул. Ленина, д. 24а)
- Библиотека семейного чтения (ул. Кирова, д. 15)

Объединены библиотеки в Муниципальное бюджетное учреждение культуры (МБУК) «Централизованная библиотечная система города Апатиты».

## Физкультура и спорт
В Апатитах расположено 2 дворца спорта «Атлет» и «Наука», 5 детско-юношеских спортивных школ, плавательный бассейн, 12 стадионов (самый крупный «Городской стадион»), лыжный стадион, 3 катка (спорт-комплекс «Юность» крытый каток), горнолыжный склон на горе Воробьиная. Наиболее известный спортивный клуб Апатитов — футбольный клуб «Химик».
В Апатитах проводится множество спортивных соревнований региона.

## Герб города Апатиты
«Художественный совет при Апатитском горисполкоме утвердил эскиз герба города. Автор его — художник Н. В. Владимиров.
Герб отражает основное содержание труда жителей Апатитов: союз химической промышленности и науки и результат этого союза, символически изображённый в виде хлебного колоса…».
Старый герб Апатитов 1973 года был отредактирован в начале 2013 года и 25 июня 2013 года новый герб был утверждён местными властями муниципального образования в качестве официального герба.

## Главы города
С момента придания статуса города, Апатиты возглавляли:
- Василий Ефремович Бессмертный, председатель горисполкома с 1966 по 1981 год;
- Владимир Афанасьевич Басов, председатель горисполкома с 1981 по 1990 год;
- Геннадий Георгиевич Гурьянов, председатель горисполкома с 1990 по 1991 год;
- Евгений Александрович Вайнштейн, глава администрации с 1991 по 1996 год;
- Михаил Иванович Егорин, глава города с 1996 по 2004 год;
- Михаил Васильевич Антропов, глава города с 2004 года по 2010 год;
- Леонид Анатольевич Лукичёв, глава города с 2011 года по 2014 год;
- Константин Михайлович Гумениченко, глава города с 2014 год по 2015 год;
- Алексей Геннадьевич Гиляров, глава города с 2015 года по 2021 год;
- Светлана Сергеевна Кательникова, глава города с 2021 по 2024 год;
- Николай Алексеевич Бова, глава города с 2024 года[76].

## Средства массовой информации

### Телевидение
Телевизионное и радиовещание в г. Апатиты обеспечивается эфирными и кабельными операторами. Эфирное телевизионное вещание осуществляет филиал РТРС «Мурманский ОРТПЦ». Вещание аналогового телевидения прекращено 21.10.2019 г. В общественном доступе находятся пакеты эфирного цифрового телевидения (мультиплексы) РТРС-1 и РТРС-2. Региональные врезки ГТРК Мурман выходят в цифровом пакете РТРС-1 на каналах Россия-1, Россия-24 и Радио России, региональные врезки ТВ-21+ на канале Общественное телевидение России. Охват цифровым эфирным телевизионным вещанием города обеспечивает объект «Кировск» (г. Кировск, пр. Ленина, 42).
С 1999 года образовалось ООО «ТК Хибины», которые первые в городе протянули кабельную сеть в городе и предоставили жителям сначала аналоговые ТВ каналы, а затем и цифровые.

### Радио
- 100,1 FM — «Серебряный Дождь»
- 100,7 FM — «Дорожное радио»
- 101,6 FM — «Русское радио»
- 102,0 FM — «Радио России» (Кировск)
- 102,5 FM — «Народное радио Хибины» (Кировск)
- 103,1 FM — «Радио Monte-Carlo»
- 103,5 FM — «Ретро FM» (Кировск)
- 104,2 FM — «Европа Плюс»
- 105,7 FM — «Авторадио»
- 106,7 FM — «Радио Рекорд»
- 107,2 FM — «Love Radio»

Также, возможен приём некоторых радиостанций с Мончегорска. Таких, как:
- 101,2 FM — «Дорожное радио»
- 104,8 FM — «Love Radio»
- 107,9 FM — «Авторадио»

### Печать
- «Кировский рабочий»;
- «Дважды Два»;
- «Полярная правда»[77];
- «Спрос И Предложение»;
- «МастерОК+»;
- «Хибинский вестник плюс»[78];
- «День города».

## Связь
Сотовая связь представлена следующими операторами (как и в основной части области):
Стандарта GSM:
- «МТС»
- «МегаФон»
- «Tele2»
- «Билайн»
- «Yota»

Стандарта CDMA 2000:
- «Skylink»

## Города-побратимы
- Алта[79]
- Кеминмаа[79]
- Буден[79]
- Мер-ле-Бен[80]